# 三号乡
三号乡，是中华人民共和国河北省张家口张北县下辖的一个乡镇级行政单位。

## 行政区划
三号乡下辖以下地区：
旗杆沟村、中盘道村、兴盛茂村、二工地村、西坡村、白水淖村、何家营村、三工地村、小坝子村和三号村。